# Dysdera subnubila
Dysdera subnubila là một loài nhện trong họ Dysderidae.
Loài này thuộc chi Dysdera. Dysdera subnubila được Eugène Simon miêu tả năm 1907.